# 45 km (rejon kirowski)
45 km (ros. 45 км) – przystanek kolejowy w miejscowości Dacznoje, w rejonie kirowskim, w obwodzie leningradzkim, w Rosji. Położony jest na linii Petersburg - Mga.